# トロベー
トロベー（Torobe）は、静岡県静岡市駿河区のマスコットキャラクター。静岡県の代表的な遺跡である登呂遺跡と、静岡市立登呂博物館の広報用に誕生したゆるキャラである。同区の広報キャラクターにあたる「駿河区応援隊長」も兼務する。

## 概要

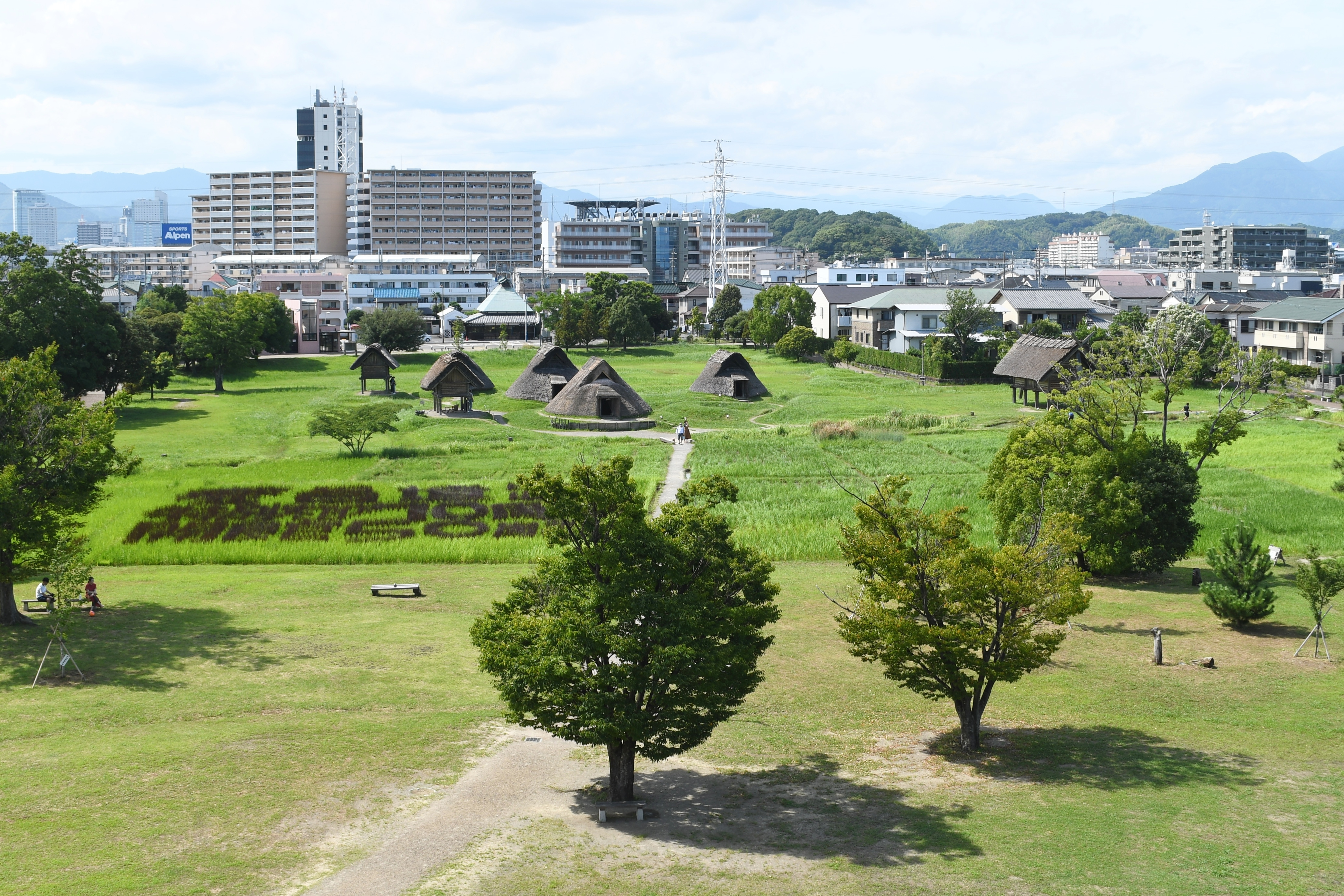
現在の登呂遺跡。

弥生時代中期の集落跡である静岡市駿河区の登呂遺跡は、太平洋戦争中の1943年（昭和18年）1月に軍事工場建設に伴い発見され、同年7月10日にその存在が報道された。戦後の1947年（昭和22年）に発掘調査が実施され、弥生時代の小区画水田跡や、高床建物（高床倉庫）跡、竪穴状平地建物跡等が検出され、日本列島の農耕社会初期段階（弥生時代）や、集落の実態解明に関する研究の端緒となった。
1955年（昭和30年）4月、発掘調査をおこなった各研究機関からの出土遺物の返還を受け、展示施設「静岡考古館」が開設された。静岡考古館は、1971年（昭和46年）10月に閉館し、1972年（昭和47年）4月1日に静岡市立登呂博物館となった。同館は、2006年（平成18年）から2011年（平成23年）にかけて行われた登呂遺跡の再整備事業の一環として建て替えが行われ、建設から38年を経た2010年（平成22年）10月3日に全面リニューアルされた。これに関連して登場したキャラクターがトロベーである。

## デザイン

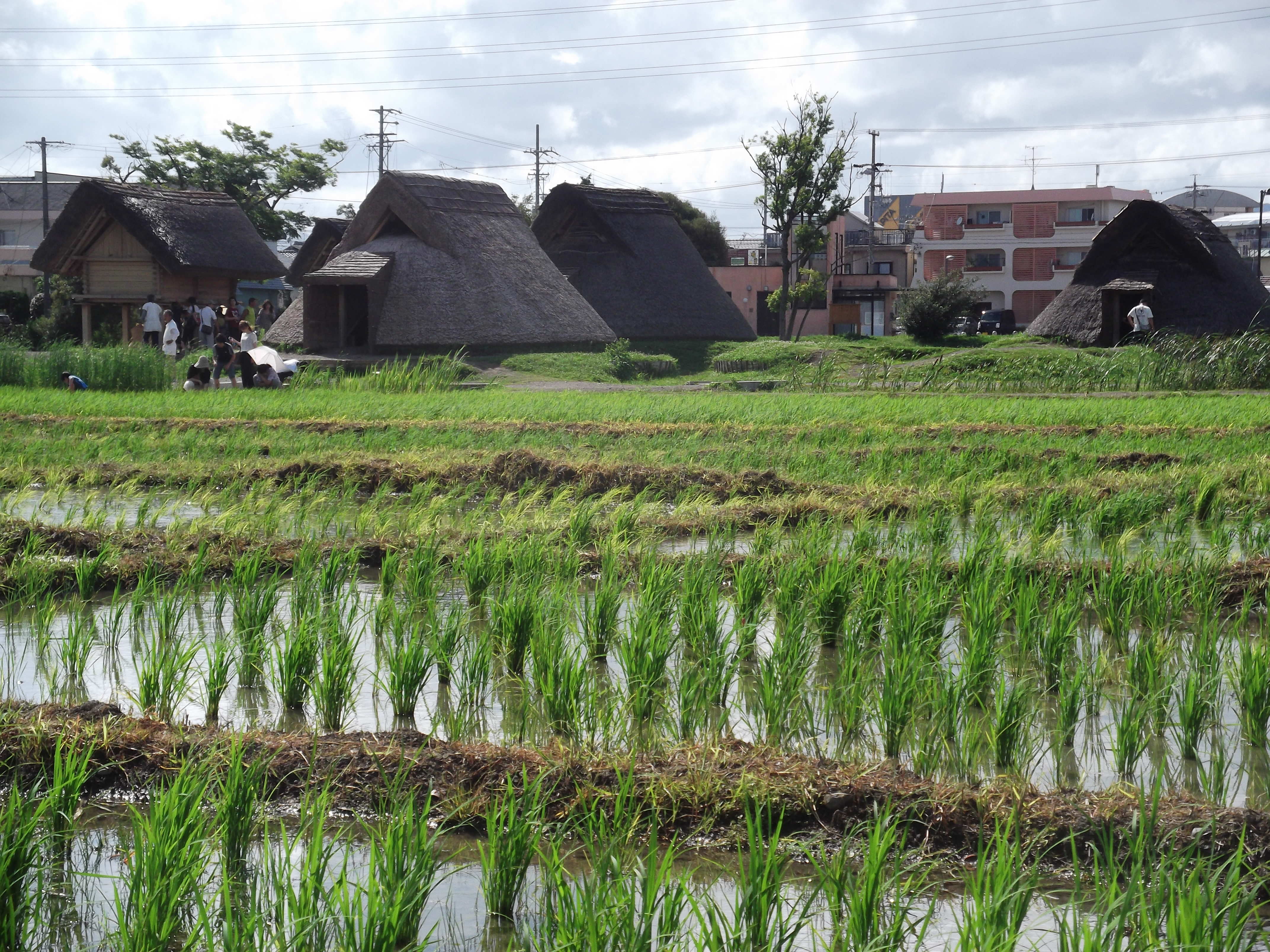
トロベーのデザインモチーフである復元水田と復元建物群。

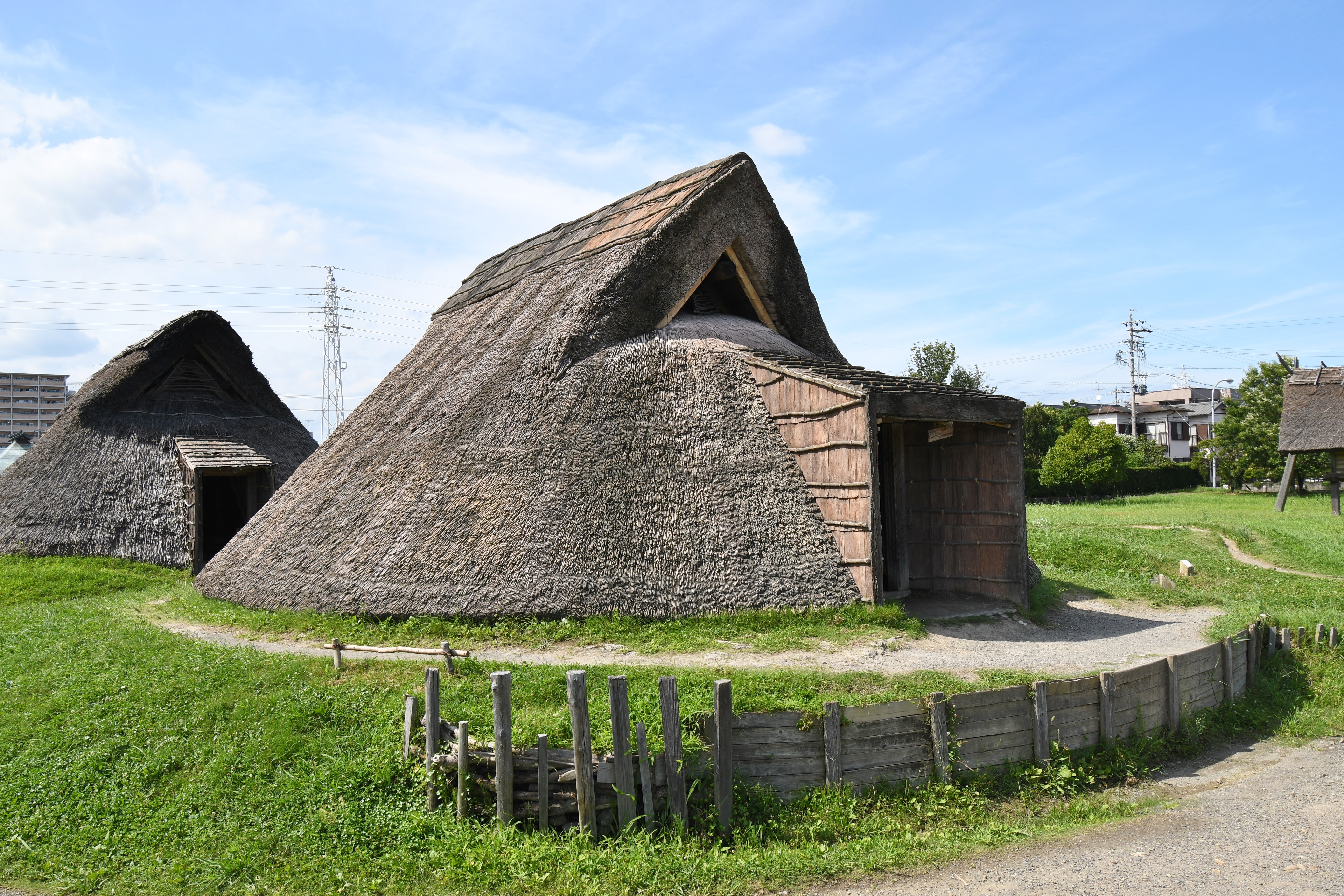
トロベーの頭部モチーフである復元竪穴状平地建物。

発表されたのは登呂博物館リニューアルの前年にあたる2009年（平成21年）で、誕生日は10月6日。名前の由来は地名の「登呂（トロ）」と「米（ベイ、ベー）」を併せたもの。
性別は男性。米が好きな「妖精」であり、年齢はヒトに換算すると小学生位（男の子）にあたる。
頭部は、古代の日本列島で住居などに使用された伏屋（ふせや）式の建物の形状をしており、胴部には弥生時代の服装とされる貫頭衣を着用する。なお、トロベーの頭部のモチーフについて、静岡市以外のホームページなどでは「竪穴建物（竪穴住居）」形と紹介されることがあるが、登呂遺跡に存在した居住用の建物はいわゆる竪穴建物ではなく、竪穴状平地建物と呼ばれる平地建物の1種であるためか、登呂博物館のホームページでは「住居の形」との表現にとどめている。
当初は登呂遺跡と博物館用の広報キャラクターであったが、2017年（平成29年）1月24日に「駿河区応援隊長」に任命され、葵区の「あおいくん」、清水区の「シズラ」とともに静岡市の区のキャラクターを担っている。着ぐるみが存在し、区内の催事などに出現する。